# Shahābīyeh
Shahābīyeh (persiska: شهابيه) är en ort i Iran.   Den ligger i provinsen Kurdistan, i den nordvästra delen av landet, 300 km väster om huvudstaden Teheran. Shahābīyeh ligger 1 846 meter över havet och antalet invånare är 186.
Terrängen runt Shahābīyeh är huvudsakligen platt, men österut är den kuperad.Runt Shahābīyeh är det ganska tätbefolkat, med 62 invånare per kvadratkilometer. Närmaste större samhälle är Qorveh, 17,5 km sydost om Shahābīyeh. Trakten runt Shahābīyeh består till största delen av jordbruksmark.